# Предслава Київська
Предслава Київська або Предслава Святополківна (1090 — 1-ша пол. XII ст.) — дочка великого князя київського Святополка Ізяславича, дружина угорського принца Алмоша, мати короля Угорщини Бели II.

## Біографія
Предслава була дочкою великого князя Київського Святополка Ізяславича (син Ізяслава Ярославича, короля Русі) і його першої дружини — ймовірно, доньки чеського князя Спитігнєва II. 
Відомо, що Святополк одружився вдруге в 1094 році — відповідно, Предслава не могла народитися пізніше цієї дати. З огляду на дату шлюбу Предслави (1104 рік) можна зробити висновок, що вона народилася в кінці 1080-х — на початку 1090-х років.
21 серпня 1104 року Предслава вийшла заміж за угорського принца Альмоша (1075—1127), князя Нітранського, молодшого брата короля Коломана I Книжника. Алмош претендував на угорську і хорватську корони, які вважав несправедливо відібраними у нього й інтригував проти брата. Весілля з Предславою було продиктовано його прагненням заручитися підтримкою великого князя Київського в цій боротьбі. Однак у своїх спробах захопити престол Алмош незмінно зазнавав невдач.
У 1107/1108 роках, коли після чергового повстання Кальман відібрав у нього Нітранське князівство, Алмош здійснив паломництво в Святу землю. Після повернення звідти він утік до Німеччини, щоб заручитися підтримкою імператора у своїй боротьбі. Невідомо, чи була з ним в цих мандрах Предслава, але, судячи з дат народження дітей, в 1108 році вона ще була жива. 
Зрештою, після чергових інтриг Алмоша, король Кальман в 1115 році наказав осліпити його і його сина Белу та заточити їх у монастир. Незабаром Кальман помер, і Алмош втік до Візантії, де і помер. Про подальшу долю Предслави нічого не відомо.

## Родина
Чоловік — Алмош, угорський принц
Діти:
- Аделаїда (1105/1107—1140) — з 1123 року дружина чеського короля Собіслава I
- Софія (бл. 1107—1138) — з 1132 року дружина Адальберта ІІ (1107—1137), старшого сина Леопольда III, маркграфа Австрійського
- Бела II Сліпий (1108—1141) — король Угорщини з 1131 року.